# Maximiliano Díaz
Maximiliano Díaz (ur. 15 listopada 1988) – argentyński lekkoatleta specjalizujący się w trójskoku.
Przełomowym sezonem w karierze Argentyńczyka był rok 2009. Wywalczył wtedy złoty medal mistrzostw kraju oraz brązowy medal rozegranych w Limie mistrzostw Ameryki Południowej (po dyskwalifikacji za doping trzeciego w konkursie Brazylijczyka Leonardo Elisiário dos Santosa). 11 października 2009 podczas pucharu Argentyny w Rosario Díaz pobił z wynikiem 16,43 26-letni rekord kraju Angela Carlosa Gagliano (16,30). W 2011 zdobył złoto mistrzostw Ameryki Południowej.

## Rekordy życiowe
- trójskok – 16,51 (2011) rekord Argentyny / 16,77w (2011)